# Indy Grand Prix of Alabama 2025
Der Indy Grand Prix of Alabama 2025 (offiziell Children's of Alabama Indy Grand Prix) im Barber Motorsports Park, fand am 4. Mai 2025 statt und ging über eine Distanz von 90 Runden à 3,83 km. Es war der vierte Lauf zur IndyCar Series 2025.

## Bericht
Alex Palou (Chip Ganassi Racing) gab vom ersten Moment des Rennens das Tempo vor. Er startete aus der Pole-Position und gab die Führung nur wegen den Boxenstopps ab. Ansonsten war Palou in diesem Rennen für die Konkurrenz unerreichbar und er fuhr die schnellste Rennrunde. Mit drei Siegen aus vier gefahrenen Meisterschaftsläufen führte er nach dieser Veranstaltung die Gesamtwertung an, und dies klar mit 60 Punkten Vorsprung auf Christian Lundgaard. Er zeigte einmal mehr ein fehlerfreies Rennen. Im Arrow McLaren belegte Lundgaard den zweiten Platz, nachdem er bereits in Thermal und in Long Beach als dritter auf dem Siegespodest stand. Dahinter komplementierte Scott McLaughlin, für das Team Penske unterwegs, das Podest.

## Zeitplan
| Datum      | Tag     | Zeit (MESZ) | Zeit (LT) | Session           |
| ---------- | ------- | ----------- | --------- | ----------------- |
| 02.05.2025 | Freitag | 21:30       | 15:30     | Freies Training 1 |
|            |         |             |           |                   |
| 03.05.2025 | Samstag | 17:30       | 11:30     | Freies Training 2 |
| 03.05.2025 | Samstag | 20:30       | 14:30     | Qualifikation     |
|            |         |             |           |                   |
| 04.05.2025 | Sonntag | 16:00       | 10:00     | Warm-Up           |
| 04.05.2025 | Sonntag | 19:45       | 13:45     | Rennen            |

## Meldeliste
| Nr. | Fahrer              | Teams                            | Motor     |
| --- | ------------------- | -------------------------------- | --------- |
| 14  | Santino Ferrucci    | A. J. Foyt Racing                | Chevrolet |
| 41  | David Malukas       | A. J. Foyt Racing                | Chevrolet |
| 26  | Colton Herta        | Andretti Global / Curb-Agajanian | Honda     |
| 27  | Kyle Kirkwood       | Andretti Global                  | Honda     |
| 28  | Marcus Ericsson     | Andretti Global                  | Honda     |
| 5   | Pato O’Ward         | Arrow McLaren                    | Chevrolet |
| 6   | Nolan Siegel        | Arrow McLaren                    | Chevrolet |
| 7   | Christian Lundgaard | Arrow McLaren                    | Chevrolet |
| 8   | Kyffin Simpson      | Chip Ganassi Racing              | Honda     |
| 9   | Scott Dixon         | Chip Ganassi Racing              | Honda     |
| 10  | Alex Palou          | Chip Ganassi Racing              | Honda     |
| 18  | Rinus VeeKay        | Dale Coyne Racing                | Honda     |
| 51  | Jacob Abel          | Dale Coyne Racing                | Honda     |
| 20  | Alexander Rossi     | Ed Carpenter Racing              | Chevrolet |
| 21  | Christian Rasmussen | Ed Carpenter Racing              | Chevrolet |
| 77  | Conor Daly          | Juncos Hollinger Racing          | Chevrolet |
| 78  | Sting Ray Robb      | Juncos Hollinger Racing          | Chevrolet |
| 60  | Felix Rosenqvist    | Meyer Shank Racing               | Honda     |
| 66  | Marcus Armstrong    | Meyer Shank Racing               | Honda     |
| 83  | Robert Shwartzman   | Prema Racing                     | Chevrolet |
| 90  | Callum Ilott        | Prema Racing                     | Chevrolet |
| 15  | Graham Rahal        | Rahal Letterman Lanigan Racing   | Honda     |
| 30  | Devlin DeFrancesco  | Rahal Letterman Lanigan Racing   | Honda     |
| 45  | Louis Foster        | Rahal Letterman Lanigan Racing   | Honda     |
| 2   | Josef Newgarden     | Team Penske                      | Chevrolet |
| 3   | Scott McLaughlin    | Team Penske                      | Chevrolet |
| 12  | Will Power          | Team Penske                      | Chevrolet |

## Klassifikationen

### Freies Training 1
| Pos. | Nr. | Fahrer          | Team                | Motor | Zeit     |
| ---- | --- | --------------- | ------------------- | ----- | -------- |
| 1    | 28  | Marcus Ericsson | Andretti Global     | Honda | 1:07.747 |
| 2    | 10  | Alex Palou      | Chip Ganassi Racing | Honda | 1:07.760 |
| 3    | 26  | Colton Herta    | Andretti Global     | Honda | 1:07.772 |

### Freies Training 2
| Pos. | Nr. | Fahrer              | Team                | Motor     | Zeit     |
| ---- | --- | ------------------- | ------------------- | --------- | -------- |
| 1    | 4   | David Malukas       | A. J. Foyt Racing   | Chevrolet | 1:08.166 |
| 2    | 10  | Alex Palou          | Chip Ganassi Racing | Honda     | 1:08.195 |
| 3    | 7   | Christian Lundgaard | Arrow McLaren       | Chevrolet | 1:08.308 |

### Qualifying
Fahrzeit RUNDE1 / GRUPPE1 und RUNDE1 / GRUPPE2: je 10 Min.
Fahrzeit SCHNELLSTEN ZWÖLF (aus GRUPPE1 UND GRUPPE2): 10 Min.
Fahrzeit SCHNELLSTEN SECHS (aus SCHNELLSTEN ZWÖLF): 6 Min.
| Pos. | Nr. | Fahrer              | Team                    | Motor     | Rundenzeit | Ø mph   | Session              |
| ---- | --- | ------------------- | ----------------------- | --------- | ---------- | ------- | -------------------- |
| 1    | 10  | Alex Palou          | Chip Ganassi Racing     | Honda     | 1:07.291   | 123,046 | SCHNELLSTEN SECHS    |
| 2    | 3   | Scott McLaughlin    | Team Penske             | Chevrolet | 1:07.438   | 122,778 | SCHNELLSTEN SECHS    |
| 3    | 26  | Colton Herta        | Andretti Global         | Honda     | 1:07.457   | 122,744 | SCHNELLSTEN SECHS    |
| 4    | 12  | Will Power          | Team Penske             | Chevrolet | 1:07.561   | 122,555 | SCHNELLSTEN SECHS    |
| 5    | 18  | Rinus VeeKay        | Dale Coyne Racing       | Honda     | 1:07.910   | 121,926 | SCHNELLSTEN SECHS    |
| 6    | 6   | Nolan Siegel        | Arrow McLaren           | Chevrolet | 1:08.047   | 121,681 | SCHNELLSTEN SECHS    |
| 7    | 7   | Christian Lundgaard | Arrow McLaren           | Chevrolet | 1:07.695   | 122,313 | SCHNELLSTEN ZWÖLF    |
| 8    | 5   | Pato O’Ward         | Arrow McLaren           | Chevrolet | 1:07.705   | 122,294 | SCHNELLSTEN ZWÖLF    |
| 9    | 2   | Josef Newgarden     | Team Penske             | Chevrolet | 1:07.768   | 122,181 | SCHNELLSTEN ZWÖLF    |
| 10   | 8   | Kyffin Simpson      | Chip Ganassi Racing     | Honda     | 1:07.880   | 121,979 | SCHNELLSTEN ZWÖLF    |
| 11   | 66  | Marcus Armstrong    | Meyer Shank Racing      | Honda     | 1:08.203   | 121,402 | SCHNELLSTEN ZWÖLF    |
| 12   | 45  | Louis Foster        | RLL                     | Honda     | 1:08.442   | 120,977 | SCHNELLSTEN ZWÖLF    |
| 13   | 14  | Santino Ferrucci    | A. J. Foyt Racing       | Chevrolet | 1:07.822   | 122,083 | OUT RUNDE1 / GRUPPE1 |
| 14   | 60  | Felix Rosenqvist    | Meyer Shank Racing      | Honda     | 1:07.748   | 122,217 | OUT RUNDE1 / GRUPPE2 |
| 15   | 20  | Alexander Rossi     | Ed Carpenter Racing     | Chevrolet | 1:07.880   | 121,979 | OUT RUNDE1 / GRUPPE1 |
| 16   | 90  | Callum Ilott        | Prema Racing            | Chevrolet | 1:07.773   | 122,172 | OUT RUNDE1 / GRUPPE2 |
| 17   | 21  | Christian Rasmussen | Ed Carpenter Racing     | Chevrolet | 1:07.887   | 121,967 | OUT RUNDE1 / GRUPPE1 |
| 18   | 27  | Kyle Kirkwood       | Andretti Global         | Honda     | 1:07.823   | 122,081 | OUT RUNDE1 / GRUPPE2 |
| 19   | 76  | Conor Daly          | Juncos Hollinger Racing | Chevrolet | 1:08.001   | 121,762 | OUT RUNDE1 / GRUPPE1 |
| 20   | 4   | David Malukas       | A. J. Foyt Racing       | Chevrolet | 1:07.845   | 122,041 | OUT RUNDE1 / GRUPPE2 |
| 21   | 15  | Graham Rahal        | RLL                     | Honda     | 1:08.010   | 121,746 | OUT RUNDE1 / GRUPPE1 |
| 22   | 77  | Sting Ray Robb      | Juncos Hollinger Racing | Chevrolet | 1:08.180   | 121,443 | OUT RUNDE1 / GRUPPE2 |
| 23   | 28  | Marcus Ericsson     | Andretti Global         | Honda     | 1:08.146   | 121,739 | OUT RUNDE1 / GRUPPE1 |
| 24   | 83  | Robert Shwartzman   | Prema Racing            | Chevrolet | 1:08.258   | 121,304 | OUT RUNDE1 / GRUPPE2 |
| 25   | 51  | Jacob Abel          | Dale Coyne Racing       | Honda     | 1:08.376   | 121,095 | OUT RUNDE1 / GRUPPE1 |
| 26   | 9   | Scott Dixon         | Chip Ganassi Racing     | Honda     | 1:08.871   | 120,224 | OUT RUNDE1 / GRUPPE2 |
| 27   | 30  | Devlin DeFrancesco  | RLL                     | Honda     | 1:09.037   | 119,935 | OUT RUNDE1 / GRUPPE2 |

### Endergebnis
| Pos. | Nr. | Fahrer                | Team                | Motor     | Zeit/Rückstand                | Rd. | Führungsrunden | Stopps | Pt. |
| ---- | --- | --------------------- | ------------------- | --------- | ----------------------------- | --- | -------------- | ------ | --- |
| 1    | 10  | Alex Palou            | Chip Ganassi Racing | Honda     | 1:46:33.1523 Std. 116,562 mph | 90  | 81             | 3      | 54  |
| 2    | 7   | Christian Lundgaard   | Arrow McLaren       | Chevrolet | 16.0035                       | 90  |                | 3      | 40  |
| 3    | 3   | Scott McLaughlin      | Team Penske         | Chevrolet | 23.4453                       | 90  | 3              | 3      | 36  |
| 4    | 18  | Rinus VeeKay          | Dale Coyne Racing   | Honda     | 23.7783                       | 90  |                | 3      | 32  |
| 5    | 12  | Will Power            | Team Penske         | Chevrolet | 32.7718                       | 90  |                | 3      | 30  |
| 6    | 5   | Pato O'Ward           | Arrow McLaren       | Chevrolet | 33.2559                       | 90  |                | 3      | 28  |
| 7    | 26  | Colton Herta          | Andretti Global     | Honda     | 34.0216                       | 90  |                | 3      | 26  |
| 8    | 20  | Alexander Rossi       | ECR                 | Chevrolet | 45.7556                       | 90  |                | 3      | 24  |
| 9    | 6   | Nolan Siegel          | Arrow McLaren       | Chevrolet | 46.2254                       | 90  |                | 3      | 22  |
| 10   | 2   | Josef Newgarden       | Team Penske         | Chevrolet | 48.0484                       | 90  |                | 3      | 20  |
| 11   | 27  | Kyle Kirkwood         | Andretti Global     | Honda     | 57.9913                       | 90  |                | 3      | 19  |
| 12   | 9   | Scott Dixon           | Chip Ganassi Racing | Honda     | 58.6974                       | 90  |                | 3      | 18  |
| 13   | 60  | Felix Rosenqvist      | Meyer Shank Racing  | Honda     | 59.3510                       | 90  |                | 3      | 17  |
| 14   | 15  | Graham Rahal          | RLL                 | Honda     | 1:08.2589                     | 90  |                | 3      | 16  |
| 15   | 21  | Christian Rasmussen   | ECR                 | Chevrolet | 1:09.2260                     | 90  |                | 3      | 15  |
| 16   | 4   | David Malukas         | A. J. Foyt Racing   | Chevrolet | 1:10.1133                     | 90  |                | 3      | 14  |
| 17   | 66  | Marcus Armstrong      | Meyer Shank Racing  | Honda     | 1 Rd.                         | 89  | 6              | 4      | 14  |
| 18   | 14  | Santino Ferrucci      | A. J. Foyt Racing   | Chevrolet | 1 Rd.                         | 89  |                | 4      | 12  |
| 19   | 76  | Conor Daly            | JHR                 | Chevrolet | 1 Rd.                         | 89  |                | 3      | 11  |
| 20   | 28  | Marcus Ericsson       | Andretti Global     | Honda     | 1 Rd.                         | 89  |                | 3      | 10  |
| 21   | 8   | Kyffin Simpson        | Chip Ganassi Racing | Honda     | 1 Rd.                         | 89  |                | 3      | 9   |
| 22   | 77  | Sting Ray Robb        | JHR                 | Chevrolet | 1 Rd.                         | 89  |                | 3      | 8   |
| 23   | 90  | Callum Ilott          | Prema Racing        | Chevrolet | 1 Rd.                         | 89  |                | 3      | 7   |
| 24   | 30  | Devlin DeFrancesco    | RLL                 | Honda     | 1 Rd.                         | 89  |                | 3      | 6   |
| 25   | 83  | Robert Shwartzman (R) | Prema Racing        | Chevrolet | 1 Rd.                         | 89  |                | 3      | 5   |
| 26   | 45  | Louis Foster (R)      | RLL                 | Honda     | 2 Rd                          | 88  |                | 3      | 5   |
| 27   | 51  | Jacob Abel (R)        | Dale Coyne Racing   | Honda     | 2 Rd                          | 88  |                | 4      | 5   |

(R)=Rookie / 0 Gelbphasen für insgesamt 0 Rd. / alle Starter auf Firestone-Reifen